# Velintonia (Casa del poeta Vicente Aleixandre)
Velintonia es el nombre por el que se conoce la casa donde vivió durante casi 40 años Vicente Aleixandre. Está situada en el distrito municipal de Chamberí de la ciudad de Madrid, en la calle Vicente Aleixandre, ocupando los números 3 y 5. Esta calle, que antiguamente se llamaba Velintonia, pasó a denominarse con el nombre del poeta a partir de que este recibiera el Premio Nobel de Literatura en 1977.
Se trata de una vivienda unifamiliar de tres plantas, con una superficie de 630 m2, seis habitaciones, dos baños, jardín y trastero. Se encuentra deshabitada desde 1986, año en el que fallece Concepción Aleixandre, hermana del poeta y dos años después de la muerte del propio Aleixandre.
Fue construida en el año 1927, en un terreno adquirido por el padre del poeta en la Colonia Metropolitana, una zona que entonces era considerada el extrarradio de Madrid y que había sido declarada urbanizable en 1920. Velintonia es una de las pocas edificaciones que se conservan de aquella urbanización.
Vicente Aleixandre, refugiado en su casa por su delicada salud, nunca tuvo inconveniente en recibir entre sus paredes a sus amigos y a todos aquellos interesados en conocerle. Muchas de las personas que por allí pasaron son parte esencial de la cultura española y la intelectualidad del siglo XX. Entre ellos se incluye: García Lorca, Rafael Alberti, Maruja Mallo, María Zambrano, Pablo Neruda, Luis Cernuda, Dámaso Alonso, Claudio Rodríguez, Jaime Gil de Biedma, Leopoldo Panero, Gerardo Diego, Manuel Altolaguirre o la escritora Carmen Conde, que vivió junto a su compañera sentimental Amanda Junquera, en el piso superior de la casa, durante casi dos años.

## El futuro de Velintonia
El futuro de Velintonia está en discusión desde hace años. Tanto sus herederos que buscan la mayor rentabilidad económica, como la administración que no consigue decidirse en el nivel de protección que debe otorgar al edificio, así como la Asociación de Amigos de Vicente Aleixandre, defensores a ultranza de su conservación como Casa de la Poesía, no parecen llegar a ningún acuerdo que la conserve.
Con fecha 1 de junio de 2022, Velintonia es declarada bien de interés patrimonial, protección que se queda corta para muchos, ya que puede ser adquirida por cualquier persona y transformada casi en su totalidad, solo hace falta respetar la fachada y el cedro del Líbano que hay en el jardín por ser especie protegida.
En junio de 2025 se dio a conocer que la casa, tras una restauración, pasaría a convertirse en la ‘Casa de la Poesía’ en 2027, coincidiendo con la celebración del centenario de la Generación del 27.

## Fotos

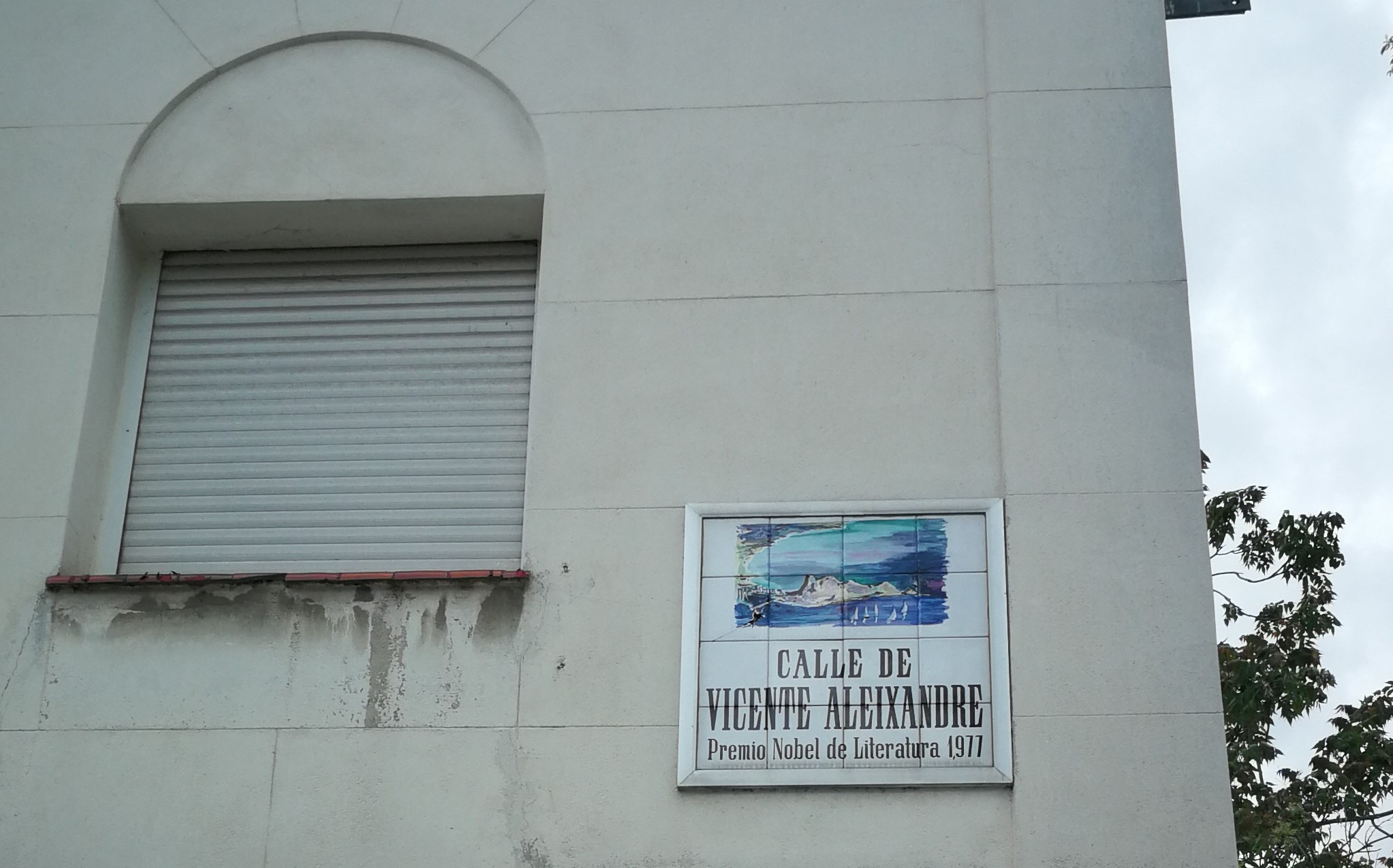
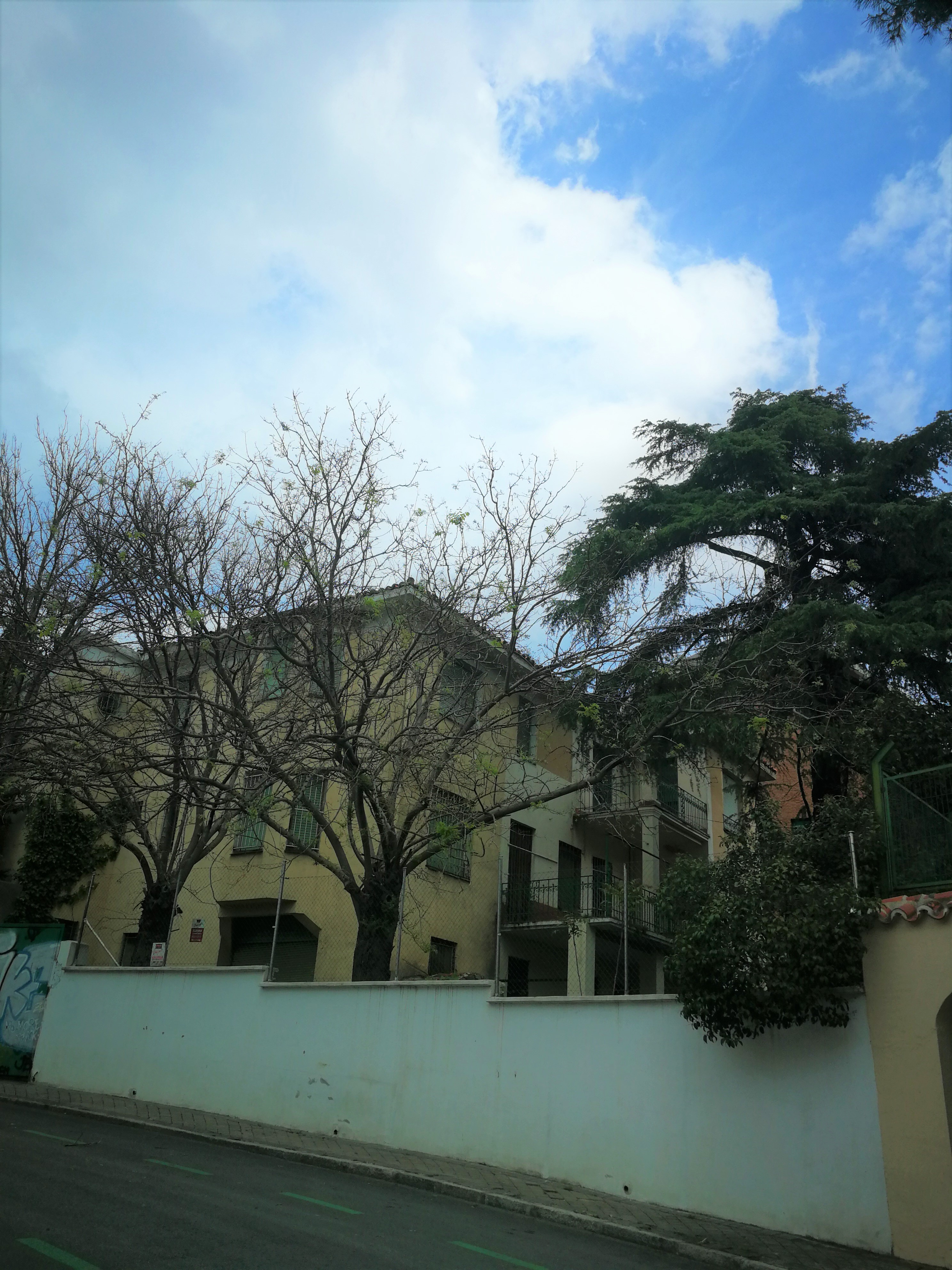
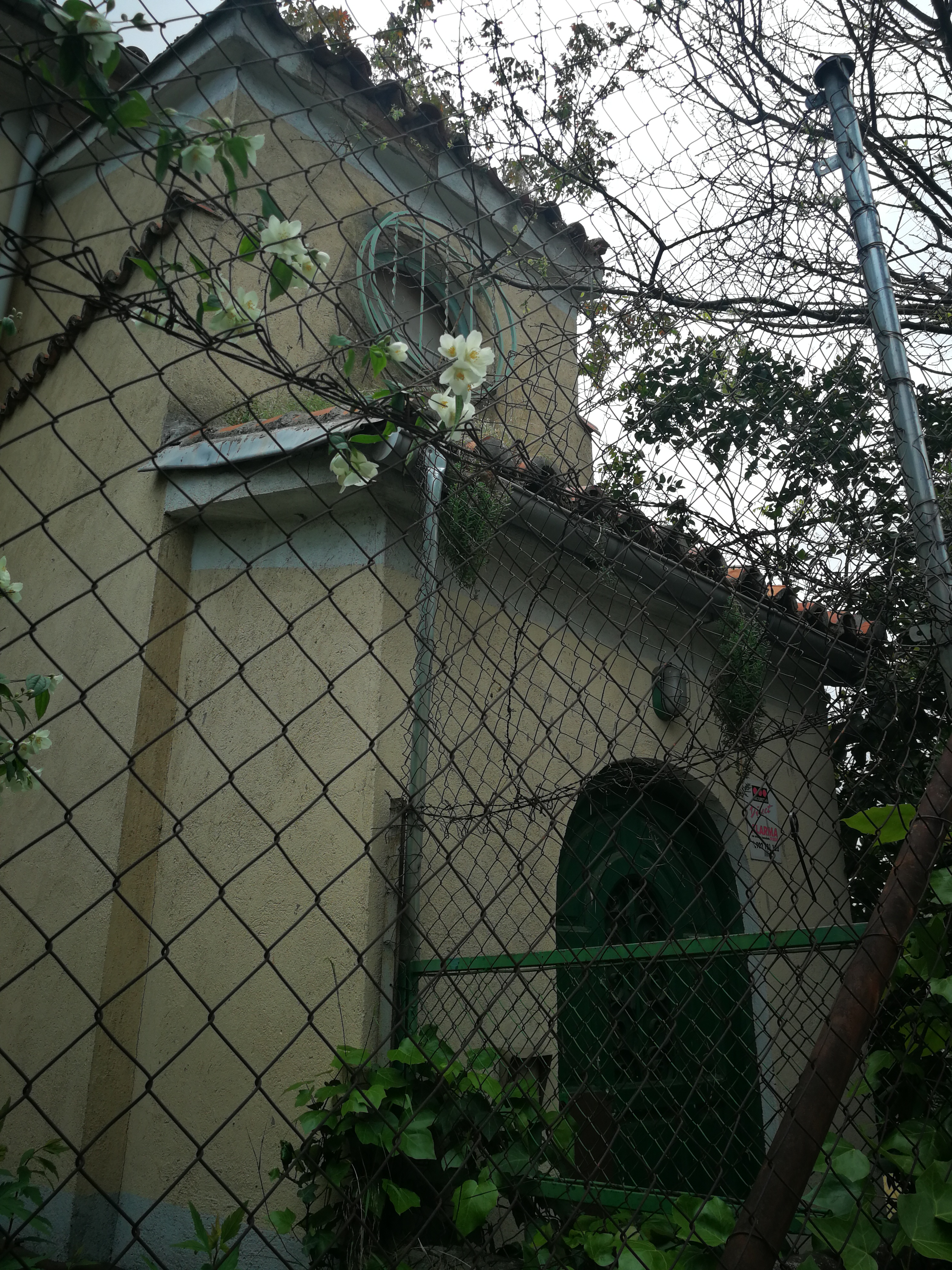
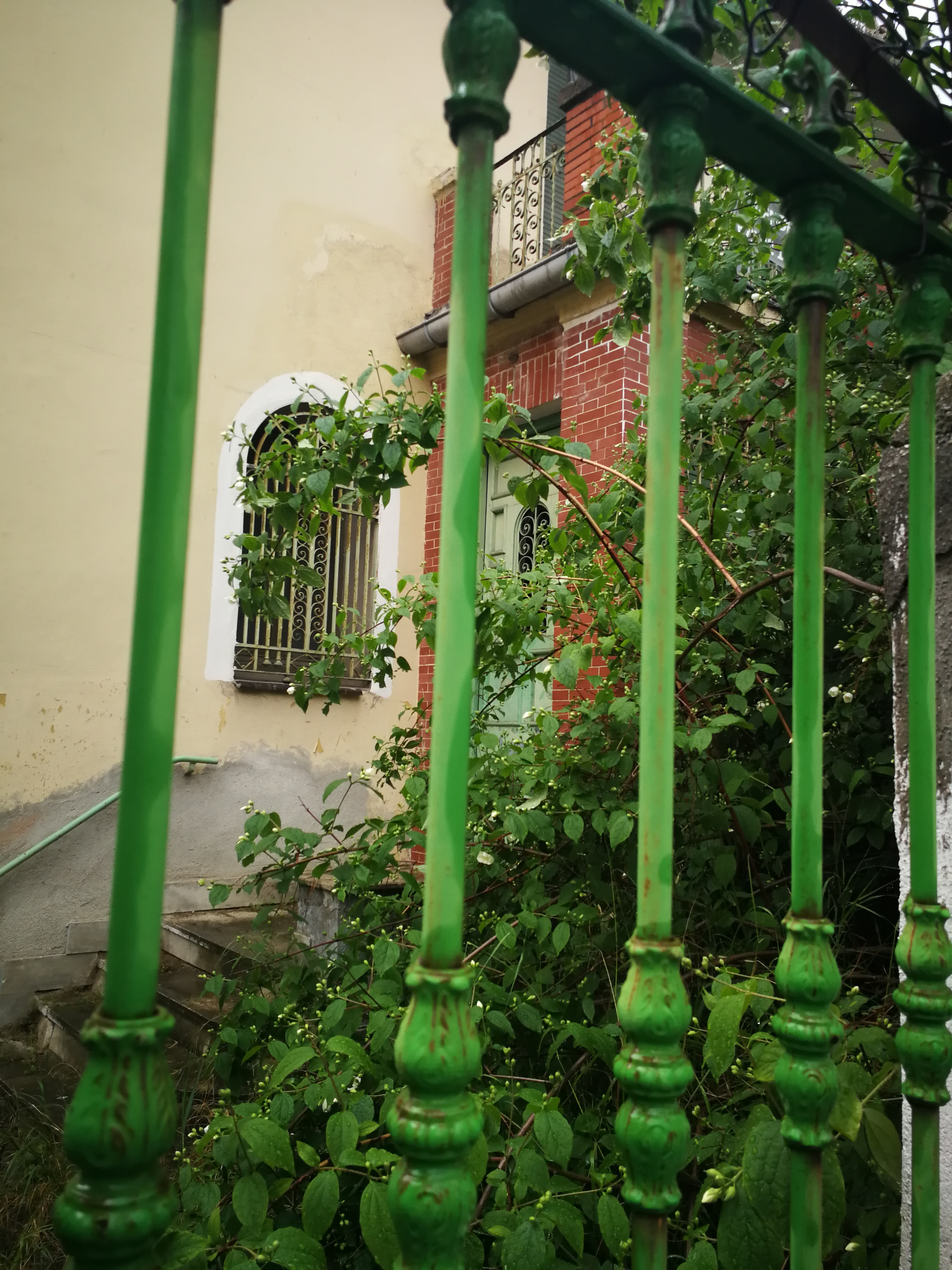
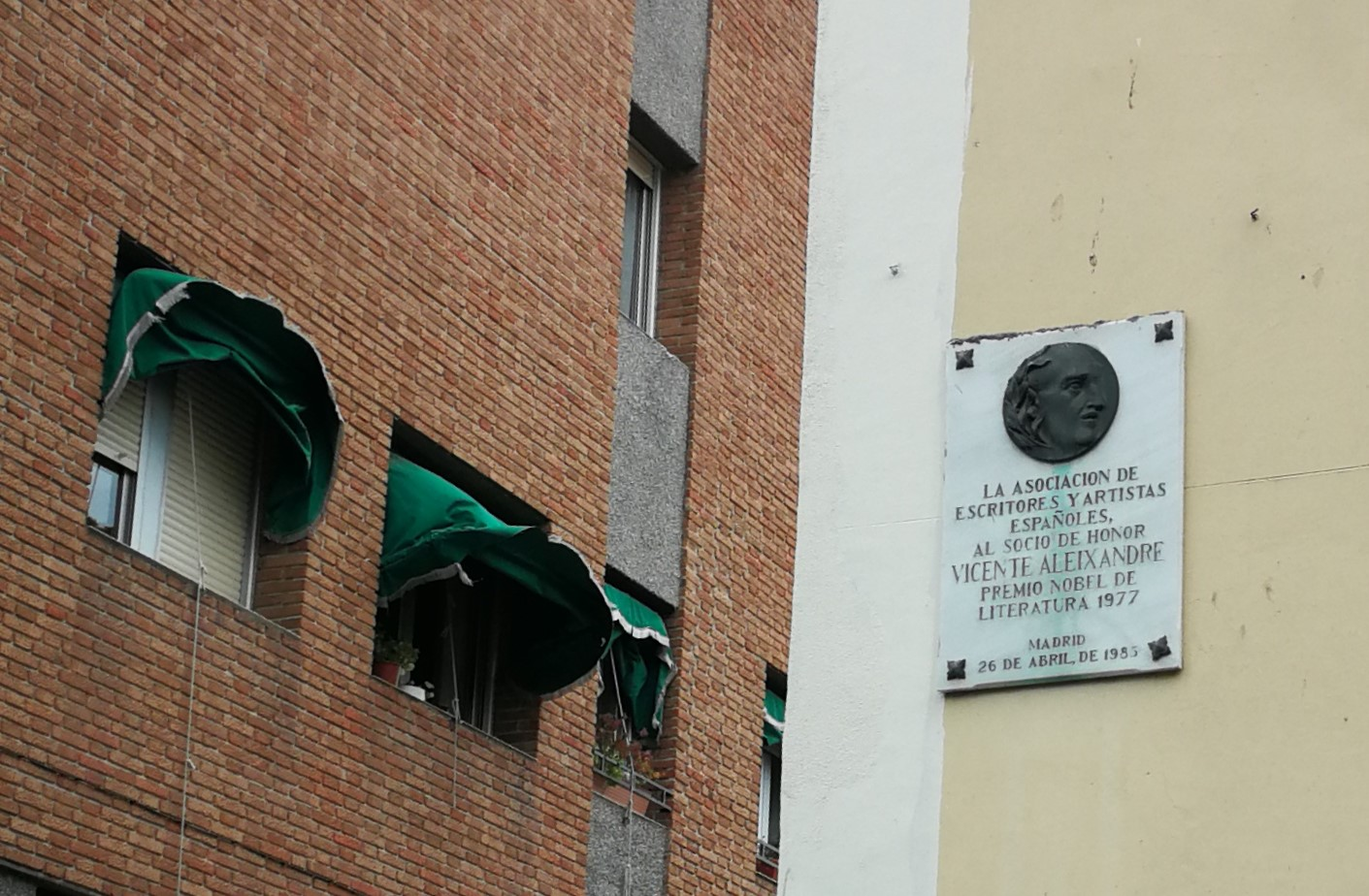